# Bijivka, Burîn
Bijivka (în ucraineană Біжівка) este localitatea de reședință a comunei Bijivka din raionul Burîn, regiunea Sumî, Ucraina.

## Demografie
Componența lingvistică a localității Bijivka
     Ucraineană (98,05%)
     Rusă (1,36%)
     Alte limbi (0,19%)
Conform recensământului din 2001, majoritatea populației localității Bijivka era vorbitoare de ucraineană (98,05%), existând în minoritate și vorbitori de rusă (1,36%).